# Ermita de Santa María (Chalamera)
La ermita de Santa María es una ermita románica de Chalamera (provincia de Huesca, España), situada a medio camino entre Chalamera y Alcolea de Cinca, cerca de la confluencia de los ríos Cinca y Alcanadre. Antiguamente era un priorato que se encontraba en el Camino de Santiago, en el ramal que salía de Cataluña y se dirigía a Sigena, en Aragón.
Aparece documentada antes de la conquista cristiana, por lo que se supone que ya debía de existir en tiempos islámicos o incluso antes. Después perteneció al obispado de Roda y al monasterio de Santa María de Alaón. El edificio actual conservado es uno de los monumentos más importantes de la comarca del Bajo Cinca. Fue construida por los templarios de Monzón hacia finales del siglo XII. 
La planta es de cruz latina, con una única nave de tres tramos y triple cabecera, rematada en ábsides semicirculares visibles sólo desde el interior. La puerta principal, que se abre a los pies de la nave, tiene seis arquivoltas sostenidas por seis pares de columnas con capiteles con figuras humanas y animales que representan temas bíblicos y simbólicos. Encima hay un ventanal con arco de medio punto. La otra puerta, mucho más sencilla, se abre al crucero y debía de dar al claustro cuando la iglesia formaba parte de un conjunto monástico. En el interior se encuentra un sarcófago visigótico decorado con palmas y piñas.
El 25 de abril, por San Marcos, se celebra una romería hacia el templo, acogiendo peregrinos y visitantes de su localidad y alrededores. Se repite dicha romería el siguiente domingo a su festividad. 

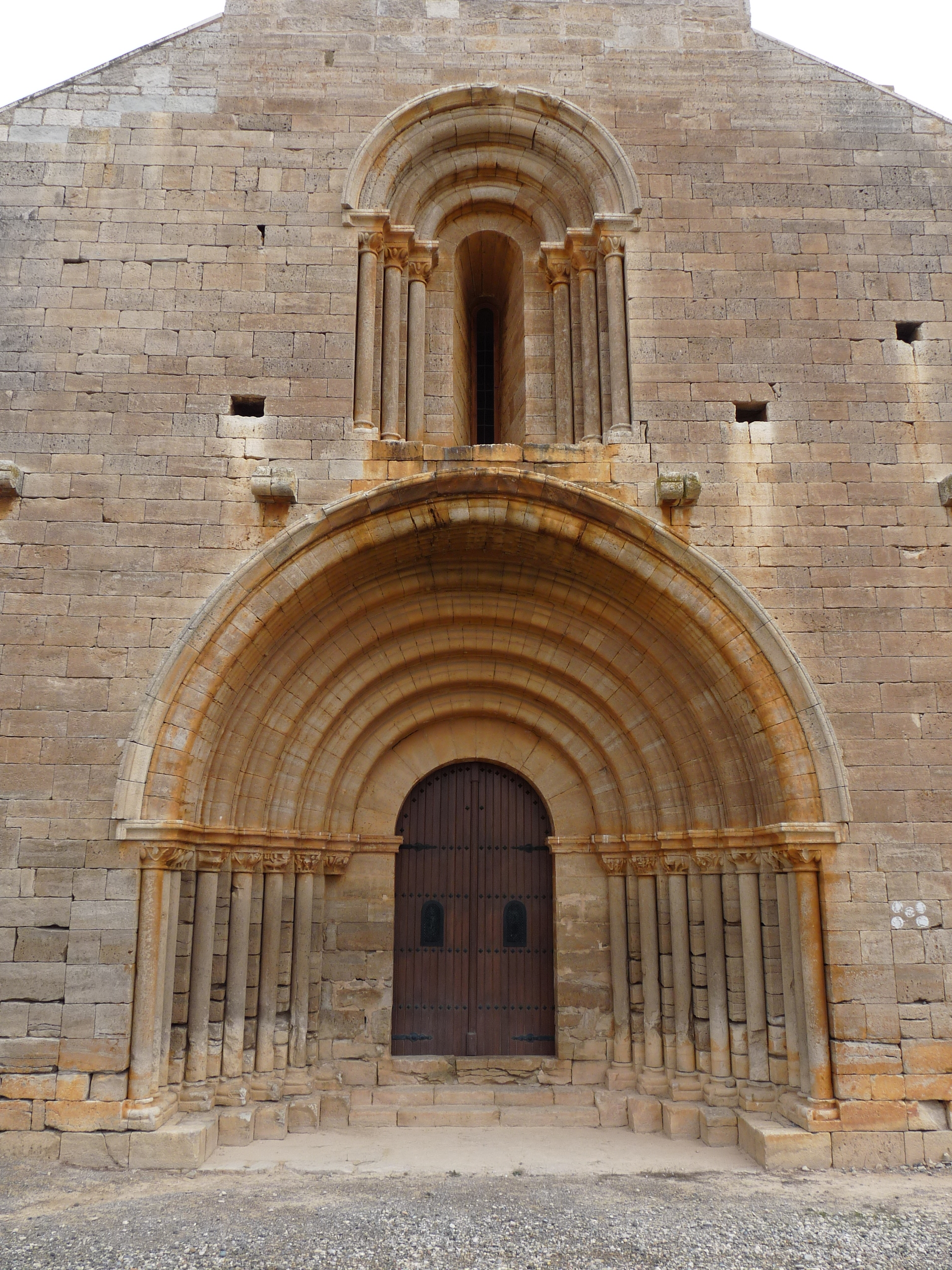
Portada principal.
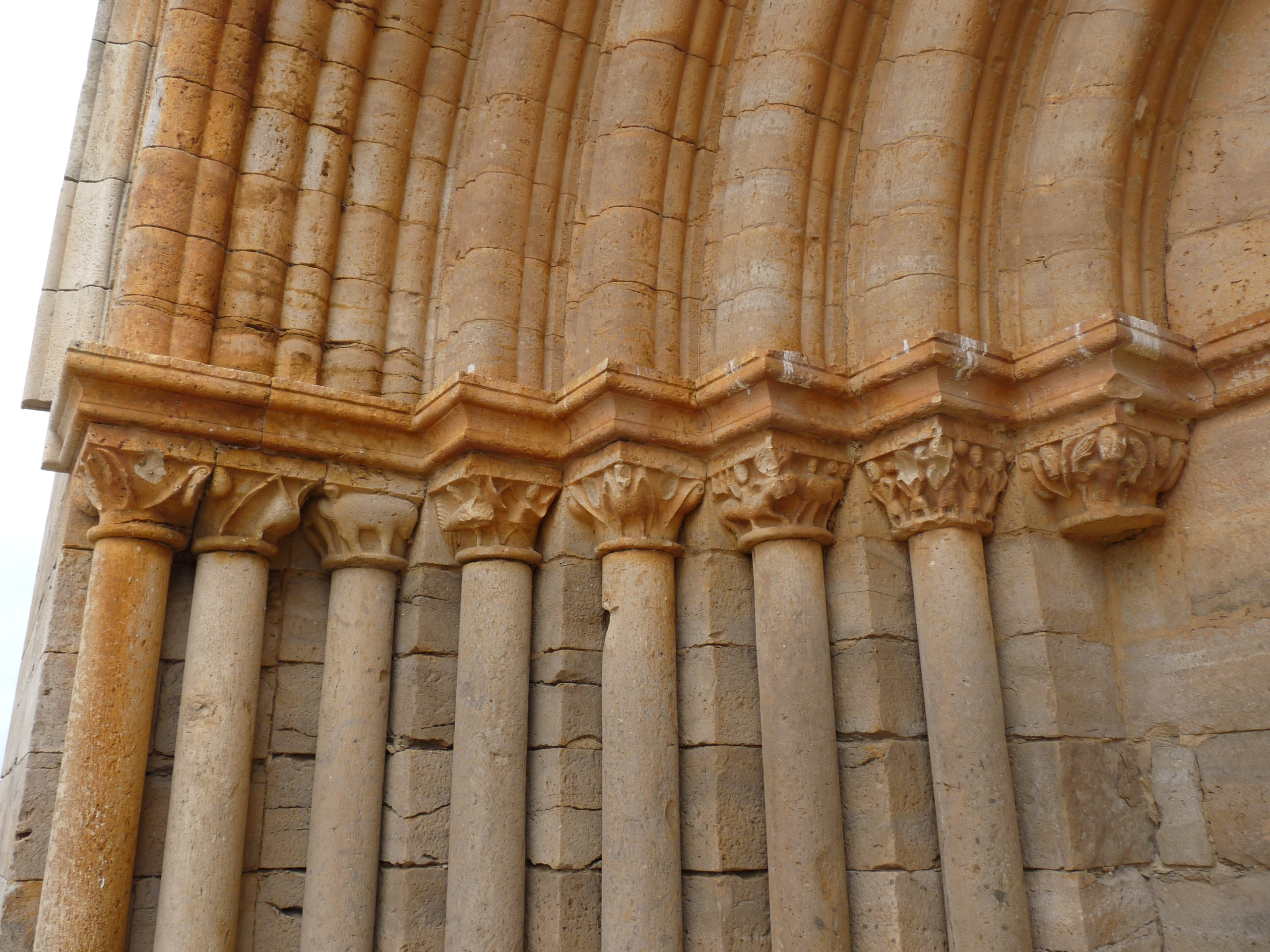
Capiteles de la izquierda en la portada principal.
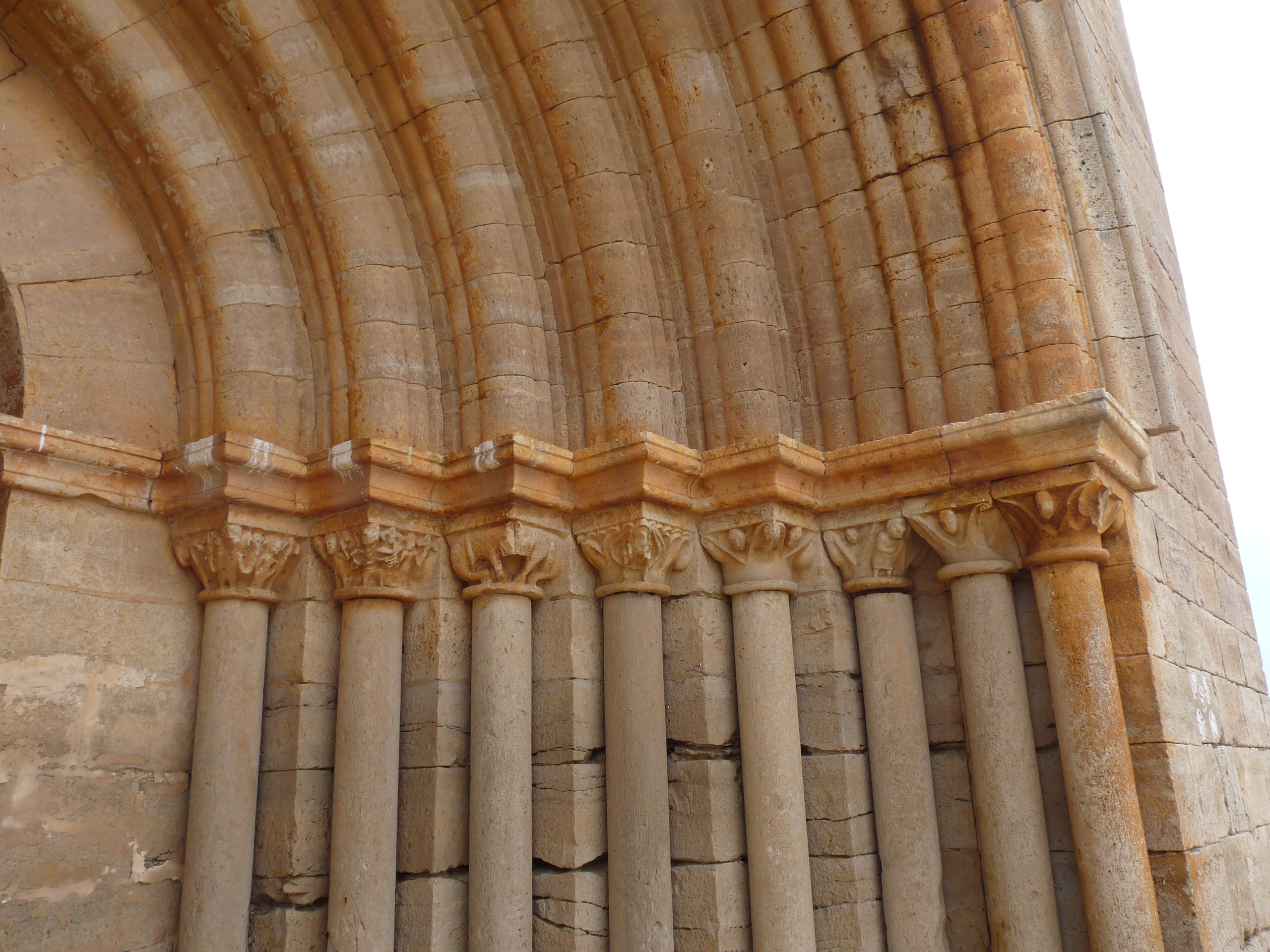
Capiteles de la derecha en la portada principal.
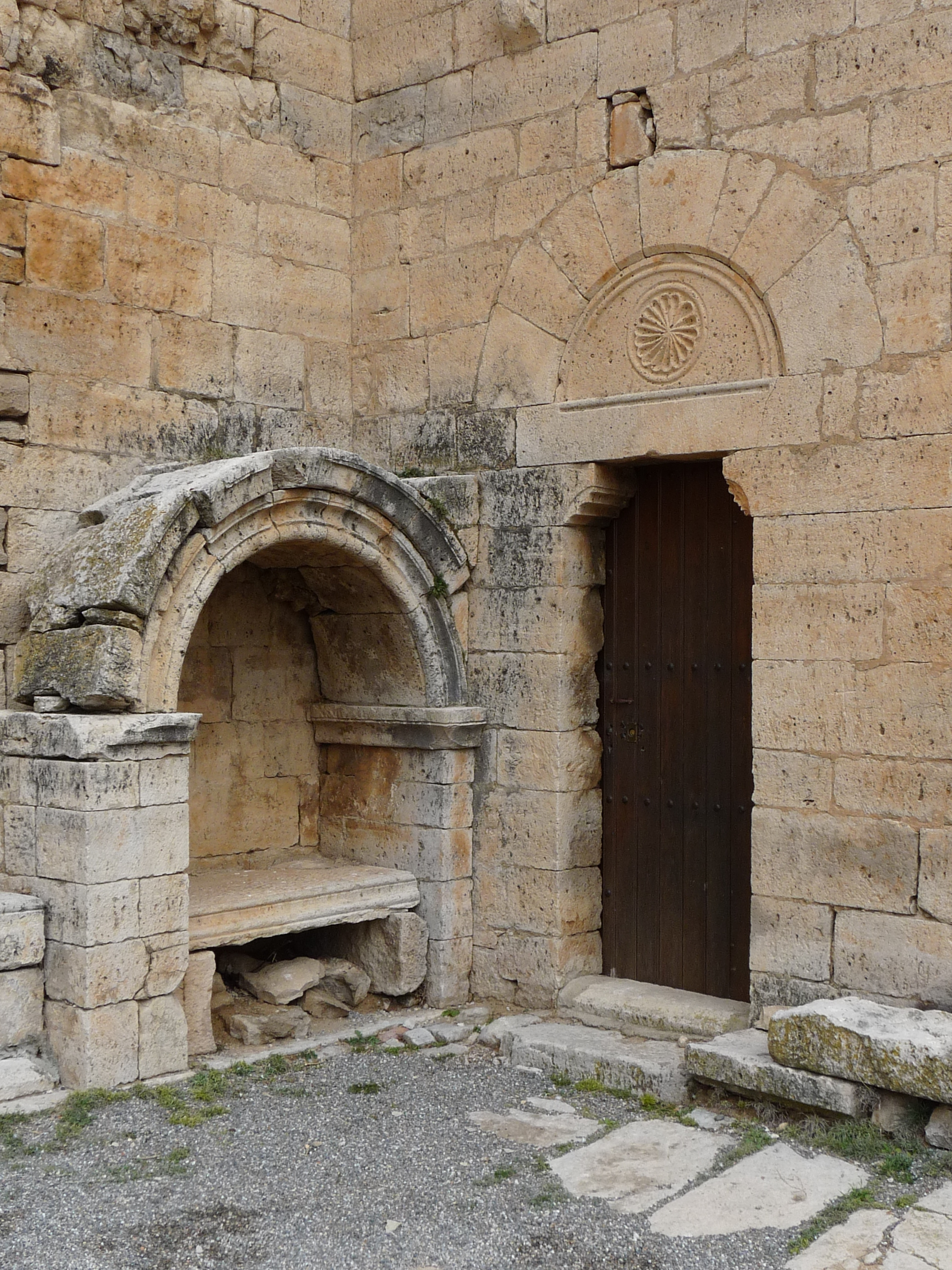
Puerta lateral.